# Sergiu
Sergiu ist als eine rumänische Form des römischen Familiennamens Sergius ein rumänischer männlicher Vorname.

## Namensträger
- Sergiu Balan (* 1987), moldauischer Biathlet
- Sergiu Buș (* 1992), rumänischer Fußballspieler
- Sergiu Celibidache (1912–1996), rumänisch-deutscher Dirigent
- Sergiu Cioban (* 1988), moldauischer Radrennfahrer
- Sergiu Costin (* 1978), rumänischer Fußballspieler
- Sergiu Homei (* 1987), rumänischer Fußballspieler
- Sergiu Klainerman (* 1950), rumänisch-US-amerikanischer Mathematiker
- Sergiu Maruster (* 1992), rumänischer Tänzer
- Sergiu Nicolaescu (1930–2013), rumänischer Schauspieler, Filmregisseur und Politiker
- Sergiu Radu (* 1977), rumänischer Fußballspieler
- Sergiu Samarian (1923–1991), rumänischer Schachspieler, -schriftsteller und -trainer
- Sergiu Sârbu (* 1960), moldauischer Fußballspieler
- Sergiu Singer (1928–2018), deutscher Architekt, Bühnenbildner und Schriftsteller